# Lucile (Oper)
Lucile ist eine Opéra-comique (Originalbezeichnung: „Comédie“) in einem Akt des französischen Komponisten André-Ernest-Modeste Grétry. Das Libretto stammt von Jean-François Marmontel. Die Personennamen sind dessen Erzählung L’école des pères aus den Contes moraux von 1761 entnommen. Die Uraufführung fand am 5. Januar 1769 in der Comédie-Italienne in Paris statt. Das Werk ist dem Grafen d’Oultremont gewidmet.

## Handlung
Die Oper beginnt mit den Vorbereitungen der Feierlichkeiten zur Hochzeit zwischen Lucile und dem jungen Dorval. Diese werden durch das überraschende Erscheinen des alten Bauern Blaise unterbrochen. Dieser erzählt eine Geschichte, die ihm seine verstorbene Frau auf dem Sterbebett gebeichtet hat. Demnach war Blaises Frau die Amme bei der Geburt von Lucile. Allerdings sei das damals geborene Kind bei der Geburt gestorben. Die Amme, also Blaises Frau, habe die Gelegenheit genutzt, um erstens den Tod des Kindes zu verschweigen und zweitens ihre ebenfalls neugeborene Tochter den Eltern des verstorbenen Kindes unterzuschieben. Damit wollte sie ihrer Tochter ein besseres Leben sichern. Nach dieser Offenbarung des Bauern scheint eine Hochzeit zwischen Lucile und dem jungen Dorval unmöglich zu sein. Immerhin ist ja Lucile wegen ihrer nun festgestellten ärmlichen Herkunft für einen gut situierten Bürger des Mittelstandes nicht mehr tragbar. In dieser Lage gelingt es Timante, Luciles Vater, den alten Dorval zu überreden, einer Hochzeit trotz der neuen Umstände zuzustimmen. Damit wird die Hochzeit doch noch möglich und die Geschichte nimmt ein gutes Ende.

## Orchester
Die Orchesterbesetzung der Oper enthält die folgenden Instrumente:
- Holzbläser: zwei Flöten (2. auch Piccolo), zwei Oboen, zwei Fagotte
- Blechbläser: zwei Hörner
- Streicher

## Weitere Anmerkungen
Bei der Uraufführung im Hôtel de Bourgogne der Comédie-Italienne sangen Marie-Thérèse Laruette-Villette (Lucile), Jean-Louis Laruette (Timante), Nainville (Dorval senior), Joseph „Giuseppe“ Caillot (Blaise) und Cathérine-Ursule Billioni-Bussa oder Eulalie Desglands (Julie).
Die Aufführung war ein großer Erfolg, und dem Werk wird eine große Bedeutung für die Entwicklung des Genres der Opéra-comique zugeschrieben. Es wurde zwischen 1769 und 1793 insgesamt 241 Mal aufgeführt. Zwischen 1804 und 1814 folgten 49 weitere Aufführungen. Außerdem wurde es in mehrere Sprachen übersetzt. Somit war das Werk in den ersten Jahrzehnten nach der Uraufführung recht erfolgreich. Im Laufe der Jahrzehnte und Jahrhunderte geriet es dann mehr und mehr in Vergessenheit. Im Jahr 1920 kam es zu einer Wiederaufnahme der Oper in Lüttich. Lucile wird, wenn überhaupt, heute nur sehr selten gespielt. Die Musik aus dem Quartett „Où peut on être mieux qu’au sein de sa famille“, frei übersetzt: „Am besten lebt es sich im Kreise seiner Lieben“, war eine inoffizielle Hymne, die im Frankreich der Restaurationszeit (1815–1830) bei öffentlichen Auftritten des Königs gespielt wurde.

## Neuaufführung 2017
Im Jahr 2017 kam es zu einer konzertanten Wiederaufführung des Werks in Stockholm mit dem Drottningholms Barockensemble unter der Leitung von Mark Tatlow.

## Digitalisate
- Partitur (Paris 1769). Digitalisat im Internet Archive
- Partitur (Breitkopf & Härtel, Paris/Brüssel). Digitalisat bei Gallica
- Libretto (französisch), Paris 1769. Digitalisat der Library of Congress
- Libretto (deutsch), Frankfurt 1772. Digitalisat der Library of Congress